# Vestal Tuccia
La Vestal Tuccia (en italiano: Vestale Tuccia) o La (mujer) Velada (en italiano: La Velata) es una escultura de mármol de tamaño superior al natural creada en 1743 por Antonio Corradini, un escultor rococó veneciano conocido por sus representaciones ilusorias de figuras alegóricas femeninas cubiertas con velos que revelan los finos detalles de las formas que se encuentran debajo de ellos. La obra se encuentra en el Palacio Barberini, de Roma.

## Descripción  e historia

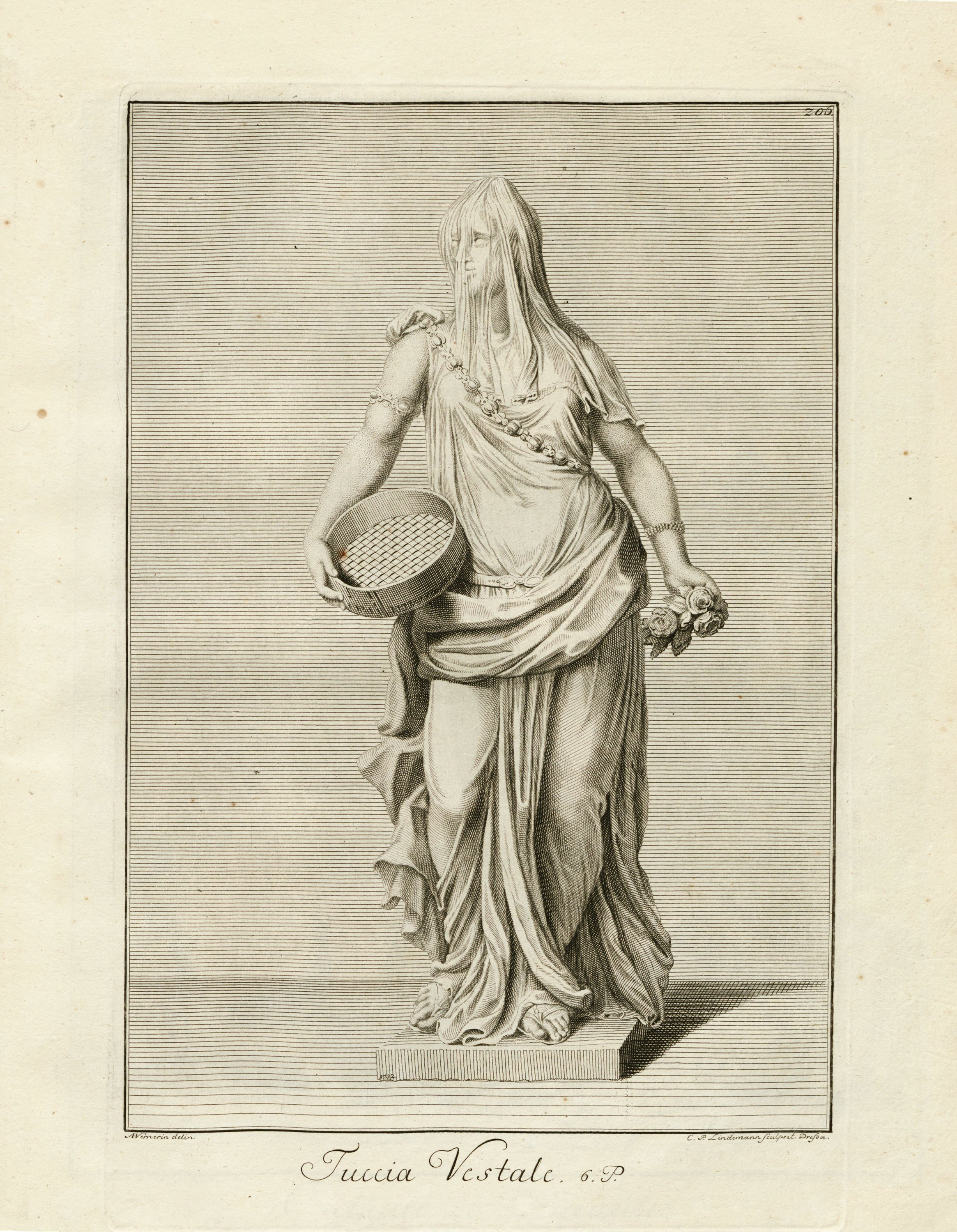
Grabado de Tuccia Vestale (1732) atribuido a Corradini.

El personaje de Corradini es Tuccia, una antigua virgen vestal romana que fue erróneamente acusada de ser impúdica. Demostró su inocencia llevando milagrosamente agua en un tamiz desde el río Tíber hasta el Templo de Vesta sin derramar una sola gota. En la representación de Corradini, ella sostiene el tamiz en su cadera izquierda.
El artista comenzó a trabajar en Tuccia poco después de llegar a Roma desde Viena. Debió ser consciente de la importancia de Tuccia y las vestales para la ciudad. En la antigüedad, la virginidad de una vestal aseguraba el buen funcionamiento de la República Romana. Si una vestal era sexualmente activa, su estado impuro representaba una amenaza para la República, razón por lo que las vestales impuras eran enterradas vivas.
Este trabajo no fue la primera vez que Corradini abordó el tema. En 1724 esculpió un busto de una vestal que hoy forma parte de la colección del Skulpturensammlung de Dresde. Una carpeta de 1733 de grabados que ilustran las esculturas de la colección del Skulpturensamm incluye una foto de una Tuccia velada, presumiblemente de Corradini.
La escultura terminada fue exhibida en el estudio de Corradini cerca del Palacio Barberini. Allí, ganó una buena medida de notoriedad y fama. El pretendiente jacobita al trono inglés, Jacobo Estuardo, y el papa Benedicto XIV visitaron el estudio para ver La Tuccia Vestale.
La obra nunca se vendió. Cuando Corradini se trasladó a Nápoles para empezar a trabajar en la Capilla Sansevero, la obra de Tuccia se quedó en el Palacio Barberini donde se encuentra hoy en día. El amigo de Corradini, el pintor y caricaturista Pier Leone Ghezzi, ofreció una explicación: «los señores romanos» no lo aprobaron «por envidia».

## Simbolismo e influencia

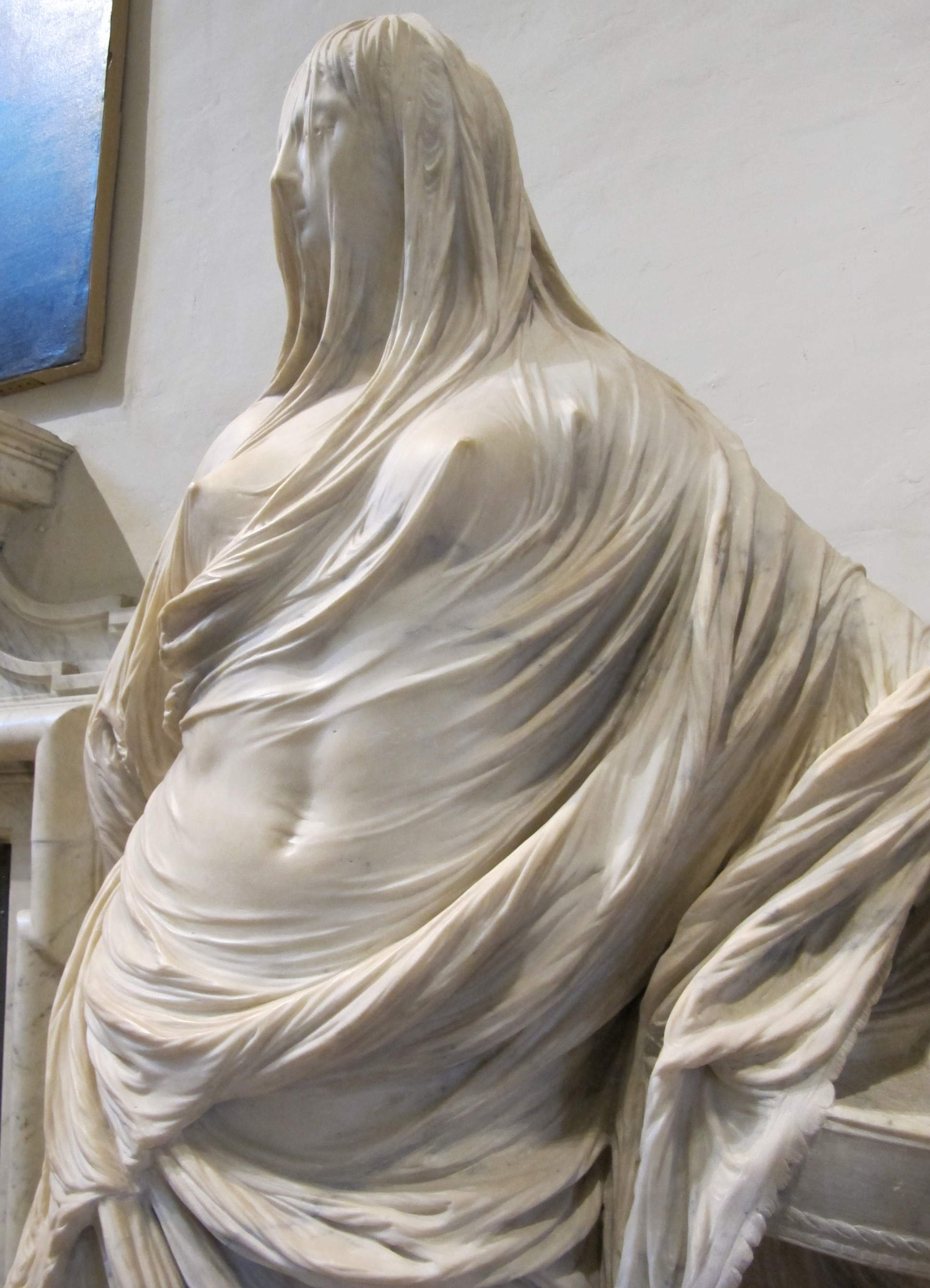
Detalle de la Vestal Tuccia resaltando la ilusión de tejido diáfano aferrado a la carne.

Hay tres elementos iconográficos empleados por Corradini en la Vestal Tuccia: el velo, el tamiz y la rosa que sostiene en su mano izquierda. Si bien es apropiado representar una vestal con un velo, el velo a lo largo de los hombros, llamado suffibulum, que cubría la cabeza pero no la cara de la vestal, tiene poca semejanza con los grandes velos adheridos preferidos por el artista. Tradicionalmente, los velos se asocian con la modestia y la castidad, —por ejemplo, en la Biblia hebrea, Rebeca se cubre con un velo antes de conocer a Isaac—. Sin embargo, el tratamiento de Corradini sirve para resaltar la carne bajo el velo, en este caso, su vientre y sus pechos, lo que desmiente el tema que supuestamente está retratando. Debido a su asociación con Tuccia, los tamices siempre se han asociado con la virginidad. Durante el Renacimiento, la reina Isabel I de Inglaterra fue representada en una serie de «retratos de tamiz» enfatizando su estatus de «Reina virgen». La iconografía de las rosas es bastante variada, desde la victoria y el orgullo hasta el amor. En este contexto, la asociación con la pureza de la Virgen María es probablemente la más adecuada.
Casi una década más tarde en Nápoles, Corradini volvió a utilizar los elementos del velo y las rosas al elaborar su última obra, La Modestia. Aunque el nuevo grupo escultórico es más complejo que el de Tuccia, el artista creaba La Pudicizia (Modestia), a la manera de Tuccia con un velo transparente muy similar sobre la parte delantera del torso de la figura.
A finales del siglo XVIII, Innocenzo Spinazzi utilizó a Tuccia como su modelo para una representación de la alegoría de la Fe encargada para una capilla de María Magdalena de Pazzi en una iglesia de Florencia. Una postura a contrapposto similar, un torso superior retorcido y un largo velo que abraza el contorno caracterizan la escultura.
A mediados del siglo XIX, hubo un resurgimiento en la popularidad del motivo de la mujer con velo después del ejemplo de Corradini, debido en parte a que la imagen de la mujer con velo se convirtió en una alegoría de la unificación italiana. Artistas como Giovanni Strazza, Raffaelle Monti, Pietro Rossi y Giovanni Maria Benzoni contribuyeron al género. La Vestal Velada de rodillas de Monti representa un acercamiento más modesto al tema de la Vestal Tuccia.

## Galería de esculturas influenciadas por Tuccia

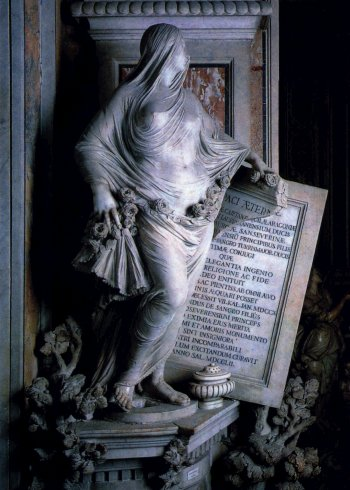
Modestia'' de Corradini (1752) en la Capilla Sansevero, Nápoles.
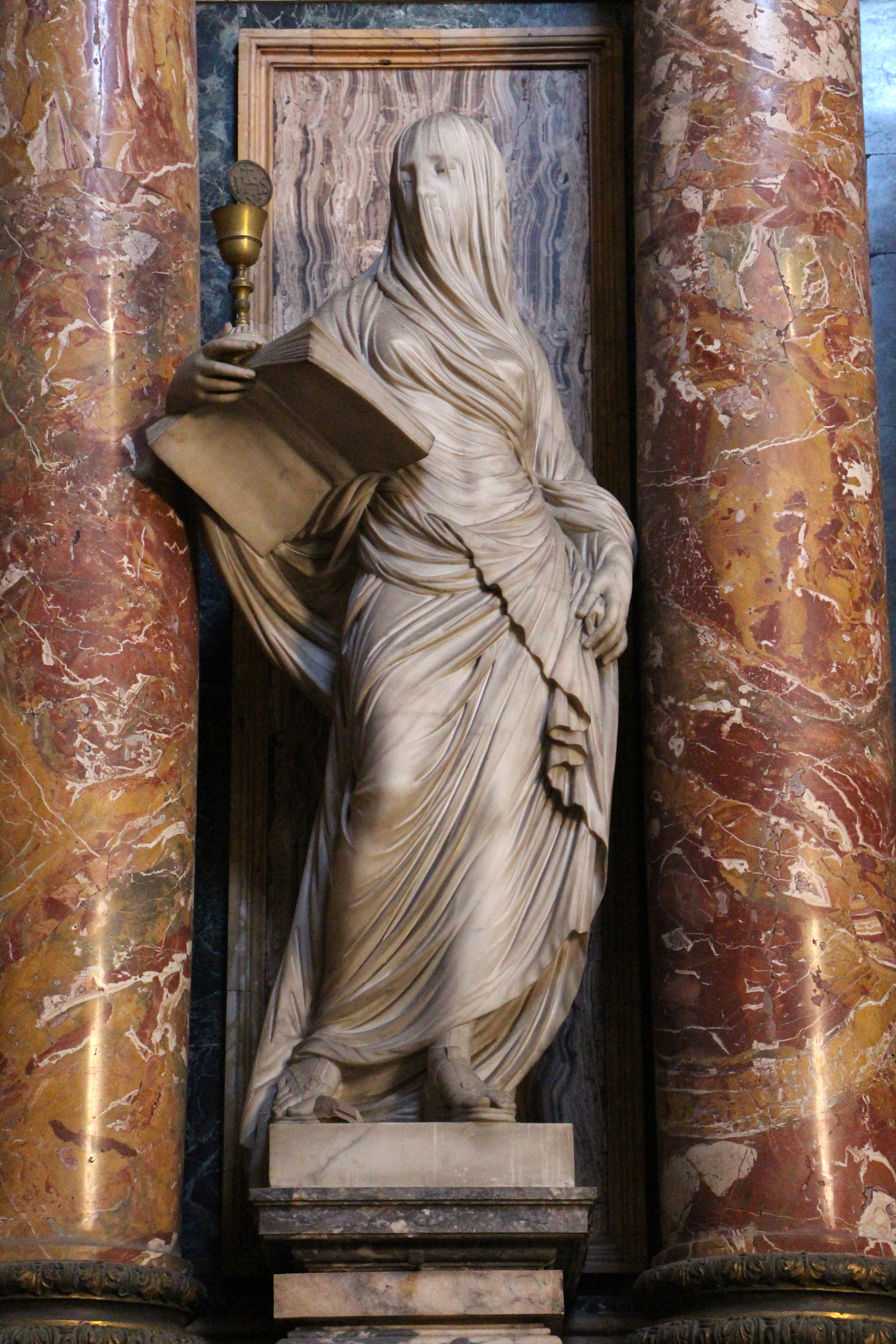
La fe de Spinazzi (1781) en Santa Maria Maddalena dei Pazzi, Florencia.
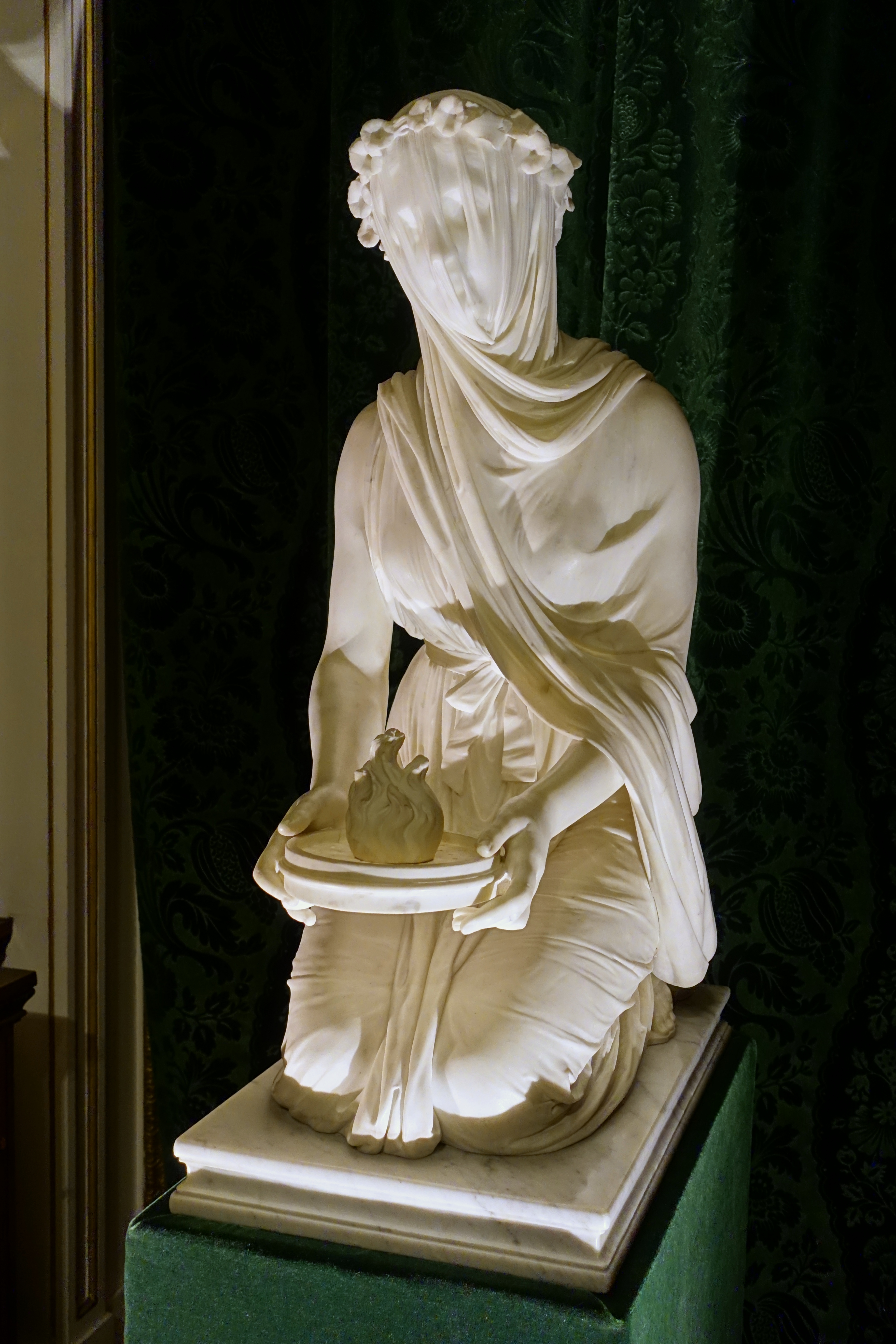
La Vestale velata (1847) de  Monti  (1847) en Chatsworth House, Derbyshire.